# Zlatia, Dobrici
Zlatia (în bulgară Златия, în română Cara-Murat) este un sat în comuna Dobricika, regiunea Dobrici, Dobrogea de Sud, Bulgaria. 
Între anii 1913-1940 a făcut parte din plasa Ezibei a județului Caliacra, România.

## Demografie
Componența etnică a satului Zlatia
     Turci (3,03%)
     Bulgari (87,87%)
     Nicio identificare (3,03%)
     Altele (6,06%)
La recensământul din 2011, populația satului Zlatia era de 99 locuitori. Din punct de vedere etnic, majoritatea locuitorilor (87,87%) erau bulgari, cu o minoritate de turci (3,03%). Pentru 3,03% din locuitori nu este cunoscută apartenența etnică.